# Knoxia sumatrensis
Knoxia sumatrensis är en måreväxtart som först beskrevs av Anders Jahan Retzius, och fick sitt nu gällande namn av Dc.. Knoxia sumatrensis ingår i släktet Knoxia och familjen måreväxter. Inga underarter finns listade i Catalogue of Life.